# Филейное вязание
Филейное вязание — имитация филейно-гипюрной вышивки (филейных кружев), которая выполняется на специально сплетенной сетке. Простое по исполнению, но эстетически эффектное вязаное кружево.

## Технология

### Филейная сетка
Сетка в филейном вязании создаётся чередованием столбиков и воздушных петель, вяжущихся в двух направлениях. Например: 1-й ряд: 1 столбик с накидом, 2 воздушные петли, 1 столбик с накидом и так далее; 2-й ряд: над столбиками с накидом 1-го ряда вывязываются столбики с накидом, над воздушными петлями 1-го ряда — воздушные петли и так далее. Рисунок по сетке выполняется заполненными столбиками с накидом ячейками.
Способов вязания филейной сетки много. Например, она может состоять из сочетания классических клеток (например, 1 столбик с 1 накидом, 2 воздушные петли, 1 столбик с 1 накидом) и клеток, разделенных воздушными петлями (полуклеток).

### Пряжа
Как правило, в России филейное вязание выполняют из нитей пряжи марки «Ирис», «Мак», «Роза», «Лилия» (фирма «Gamma»), а также из нитей пряжи производства Комбината им. Кирова. Также популярны нити марки «Азалия» и пряжа фирмы «Пехорка».

### Рисунки
В технике филейного вязания выполняются салфетки, скатерти, занавески (шторы), покрывала, а также любая одежда от ажурных летних носков и кружевных вставок, до свитеров и костюмов.
Рисунки для изделия в технике филейного вязания разрабатываются на основе многочисленных рисунков для вышивки крестом в технике монорисунка, где один крестик соответствует одной филейной клеточке. При этом необходимо учитывать прибавку дополнительных клеток от основного рисунка к краю изделия.
Очень эффектно смотрится изделие филейного вязания в виде шторы на окне. При этом вязальщицы выбирают или цветочные рисунки в виде вертикальных полос, или пейзаж (силуэты деревьев, домов), или небольшие зарисовки (ангелы с музыкальными инструментами, кавалер и барышня, птицы на ветках).

### Край изделия
Край изделия, выполненного в технике филейного вязания часто выполняется с собственным рисунком.
Иногда изделие вовсе не имеет края, а состоит из единого связанного узора, который как бы «вырезан» по всем крайним элементам рисунка. Чтобы достичь этого эффекта, вязальщица следует прибавке и убавлению клеток сетки строго по рисунку заполненных элементов вязания. Данный способ филейного вязания часто сочетается с другими видами вязания. Иногда так вяжут вставки в швейные изделия.

## Разнообразие элементов
Для филейного вязания характерны сочетания в одном изделии различных сеток и элементов. Мастерицы часто вводят в филейное вязание объемные элементы (воздушные столбики с различными накидами, «шишечки», объемные цветы и т. п.). Филейное вязание прекрасно сочетается со всеми видами вязания и шитья. Часто сочетается с различными видами кистей.
В настоящее время набирает популярность сочетание филейной сетки с цветной вышивкой. Цветные нити вводятся следующими способами:
1. По филейной сетке производится вышивка цветными нитями тамбурным швом.
2. По филейному вязанию делается обводка элементов вязания вышивкой цветной гладью или тамбурным швом.
3. По филейной сетке заполняются клетки цветными нитями в манере имитации ткачества.
4. По филейному вязанию производится окраска элементов специальными химическими красителями, часто с сочетанием вышивки.

## В России
Филейное вязание крючком являлось одним из народных промыслов в Псковской губернии.
Часто низ рушников украшался кружевом, связанным крючком или в технике филейного вязания.